# Ford Cortina
Ford Cortina var en brittisk mellanklassbil som tillverkades mellan 1962 och 1983. Den är uppkallad efter skidorten Cortina d'Ampezzo i Alperna, där man höll Olympiska vinterspelen 1956. 
I Sverige var Cortina en vanlig bil under 1960-talet medan den under 1970-talet i princip ersattes av Ford Taunus i Sverige. Under 1970-talet var Cortina mycket ovanlig. Istället har den tyska Ford Taunus dominerat bland Ford i Sverige.

## Mk I (1962–1966)
Cortina Mk I introducerades hösten 1962. Motorerna var på 1200cc eller 1500cc och 1558cc på Lotus. Cortina GT blev en mycket populär GT-bil på 1960-talet, med lite starkare motor, sportratt och fler instrument på panelen. De sportigaste modellerna av Ford Cortina fick namnet Lotus Cortina. De kraftiga motorerna var preparerade av Lotus, vilket gav Lotus Cortina sportvagnsprestanda.
Versioner:
| Modell | Årsmodell | Motor              | Cylindervolym | Effekt | Bränslesystem         |
| ------ | --------- | ------------------ | ------------- | ------ | --------------------- |
| 113E   | 1962-66   | 4-cyl radmotor ohv | 1198 cm³      | 49 hk  | Enkel förgasare       |
| 119E   | 1962-66   | 4-cyl radmotor ohv | 1498 cm³      | 60 hk  | Enkel förgasare       |
| GT     | 1962-66   | 4-cyl radmotor ohv | 1498 cm³      | 78 hk  | Dubbelports förgasare |

Se även:
- Lotus Cortina

## Mk II (1966-70)
1966 tog den kantigare Cortina Mk II vid. 1967 försvann 1200cc motorn och ersattes av 1300cc pre-crossflowmotor. 1968 försvann så också 1500cc motorn och ersattes av en 1600cc crossflow motor. 1968 presenterades också modellen 1600 E (Executive), med läderliknande tjocka fåtöljer i båda fram- och baksäte och massiva valnötspaneler på dörrar och instrumentbräda. 1600E delade hjulupphängning med Lotus men hade GT:ns motor. MKII tillverkades mellan 1967 och 1970.
Versioner:
| Modell | Årsmodell | Motor              | Cylindervolym | Effekt | Bränslesystem         |
| ------ | --------- | ------------------ | ------------- | ------ | --------------------- |
|        | 1966      | 4-cyl radmotor ohv | 1198 cm³      | 49 hk  | Enkel förgasare       |
| Super  | 1966      | 4-cyl radmotor ohv | 1498 cm³      | 60 hk  | Enkel förgasare       |
| GT     | 1966      | 4-cyl radmotor ohv | 1498 cm³      | 78 hk  | Dubbelports förgasare |
|        | 1967-70   | 4-cyl radmotor ohv | 1298 cm³      | 57 hk  | Enkel förgasare       |
| Super  | 1967-70   | 4-cyl radmotor ohv | 1599 cm³      | 64 hk  | Enkel förgasare       |
| 1600E  | 1967-70   | 4-cyl radmotor ohv | 1599 cm³      | 88 hk  | Dubbelports förgasare |

Se även:
- Lotus Cortina

## Mk III (1970–1975)
1971 presenterades en helt ny version, Cortina Mk III, som hade allt mekaniskt gemensamt med den samtidigt presenterade nya Taunus. Karosserna var trots yttre likheter inte identiska, och karossdelar som framskärmar eller dörrar passar inte mellan de två syskonmodellerna. 
Versioner:
| Modell   | Årsmodell | Motor               | Cylindervolym | Effekt | Bränslesystem   |
| -------- | --------- | ------------------- | ------------- | ------ | --------------- |
| 1300     | 1971-75   | 4-cyl radmotor ohv  | 1298 cm³      | 57 hk  | Enkel förgasare |
| 1600     | 1971-75   | 4-cyl radmotor ohv  | 1599 cm³      | 68 hk  | Enkel förgasare |
| 1600 GXL | 1971-75   | 4-cyl radmotor SOHC | 1593 cm³      | 72 hk  | Enkel förgasare |
| 1600 GT  | 1971-75   | 4-cyl radmotor SOHC | 1593 cm³      | 86 hk  | Enkel förgasare |
| 2000E    | 1971-75   | 4-cyl radmotor SOHC | 1998 cm³      | 98 hk  | Enkel förgasare |

## Mk IV-V (1976–1983)
Med Cortina Mk IV från 1976 blev Cortinan helt identisk med den tyska Ford Taunus. 
I samband med ansiktslyftningen/modellbytet hösten 1979 fick den det inofficiella namnet Cortina Mk V. Fords egen beteckning var "Cortina '80". Cortinan blev i England ersatt av Ford Sierra samtidigt som Taunus i övriga länder 1983.
Versioner:
| Modell  | Årsmodell | Motor               | Cylindervolym | Effekt | Bränslesystem   |
| ------- | --------- | ------------------- | ------------- | ------ | --------------- |
| 1300    | 1976-79   | 4-cyl radmotor ohv  | 1298 cm³      | 57 hk  | Enkel förgasare |
| 1600    | 1976-83   | 4-cyl radmotor SOHC | 1593 cm³      | 72 hk  | Enkel förgasare |
| 1600 GT | 1976-83   | 4-cyl radmotor SOHC | 1593 cm³      | 90 hk  | Enkel förgasare |
| 2000    | 1976-83   | 4-cyl radmotor SOHC | 1993 cm³      | 98 hk  | Enkel förgasare |
| 2300    | 1976-83   | 6-cyl V-motor ohv   | 2293 cm³      | 108 hk | Enkel förgasare |
| 1300    | 1980-83   | 4-cyl radmotor SOHC | 1294 cm³      | 59 hk  | Enkel förgasare |

## Australien
Ford Australien började redan under 1970-talets första hälft importera Cortina Mk III från England. Denna gick initialt under beteckningen TC, vilket ändrades till TD efter en smärre ansiktslyftning år 1974, och fanns med tre olika utrustningsnivåer: L, XL och XLE.
Basmodellen var utrustad med 1,6 liters Kent-motorn och 2-liters Pinto-motorn, men de australiensiska köparna krävde också större motorer. Lösningen blev att efter smärre modifieringar i motorrummet, montera de raka 6-cylindriga 3,3 och 4,1 liters-motorerna från australiensiska Ford Falcon från och med september 1972.
Dessa motorer utvecklade 130 respektive 155 hästkrafter och gav den lätta Cortinan mycket god prestanda på rak väg, men den ökade vikten påverkade vägegenskaperna och bromsegenskaperna negativt, trots omfattande modifieringar.
1,6-liters motorn slutade säljas i juni 1973.
När Cortina Mk IV/Taunus TC2 lanserades i Europa år 1976, döptes den karossmässigt identiska motsvarigheten i Australien till "TE". Denna modell fanns i L, GL och Ghia-versioner.
Under TE:s sista tillverkningsår fick de 6-cylindriga motorerna topplock i lättmetall.
På samma sätt fick motsvarigheten till Cortina Mk V/Taunus TC3 beteckningen "TF" år 1980.
TF fanns förutom i L, GL och Ghia, även i en så kallad S-Pack-version. 
Denna modell var den sista Cortina att tillverkas i Australien, och hade genom ständiga förbättringar av framvagn och ljudisolering slutligen fått godkända vägegenskaper och komfort. 
Ford Cortina ersattes 1983 av Ford Telstar, en modell som var baserad på den japanska Mazda 626/Capella

## Sydafrika
Ford Sydafrika började tillverkningen av den lokala motsvarigheten till Cortina MkIII under 1970-talets första hälft. Bilen såldes med såväl 1,6 och 2,0 liters fyrcylindriga motorer som med de större 2,5 och 3,0-liters engelska "Essex" V6:orna.
Förutom sedan och kombimodeller kunde även från 1971 en tvådörrars pickup med förlängd hjulbas beställas, i Sydafrika benämnd "bakkie". Denna modell såldes bland annat till Storbritannien under beteckningen P100, och var i produktion ända till 1988, sex år efter att övriga Cortina-modeller ersatts av Ford Sierra. 
Modellutbudet var under de sista åren snarlikt de europeiska MkIV och MkV med L, GL, GLS och Ghia-utrustningsnivåer. 
Den sportiga toppmodellen 3,0 XR6 som kom 1981 var dock unik för Sydafrika. Den hade bland annat en annorlunda bakaxel mot den europeiska versionen för att bättre klara de sydafrikanska vägarna. Motorn var den engelska "Essex" V6:an på 140 hästkrafter.
1982 kom en vassare variant - Cortina XR6 Interceptor, med tre Weber 42 förgasare, modifierade headers, modifierad kamaxel och högkompressionkolvar. Denna variant tillverkades endast i 250 exemplar.
En ännu sällsyntare variant av Interceptorn var Cortina X-Ocet, vilken istället för de tre Weber-förgasarna var bestyckad med en 450CFM Holley-förgasare.

## Bilder

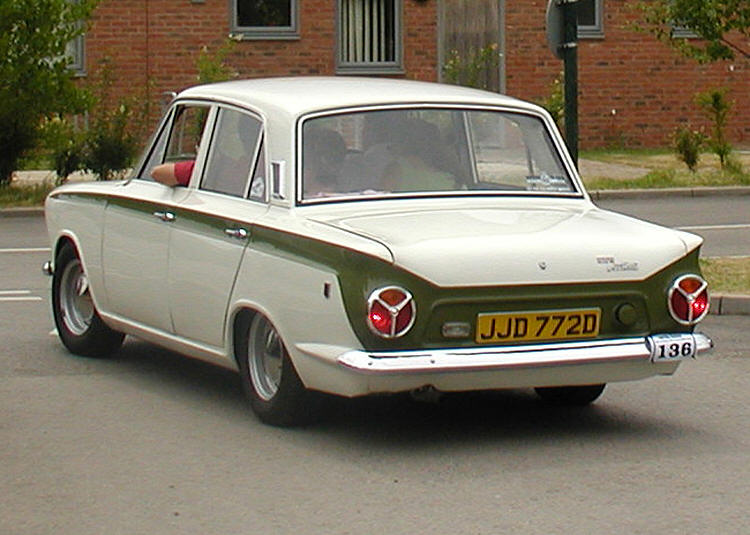
Cortina Mk I
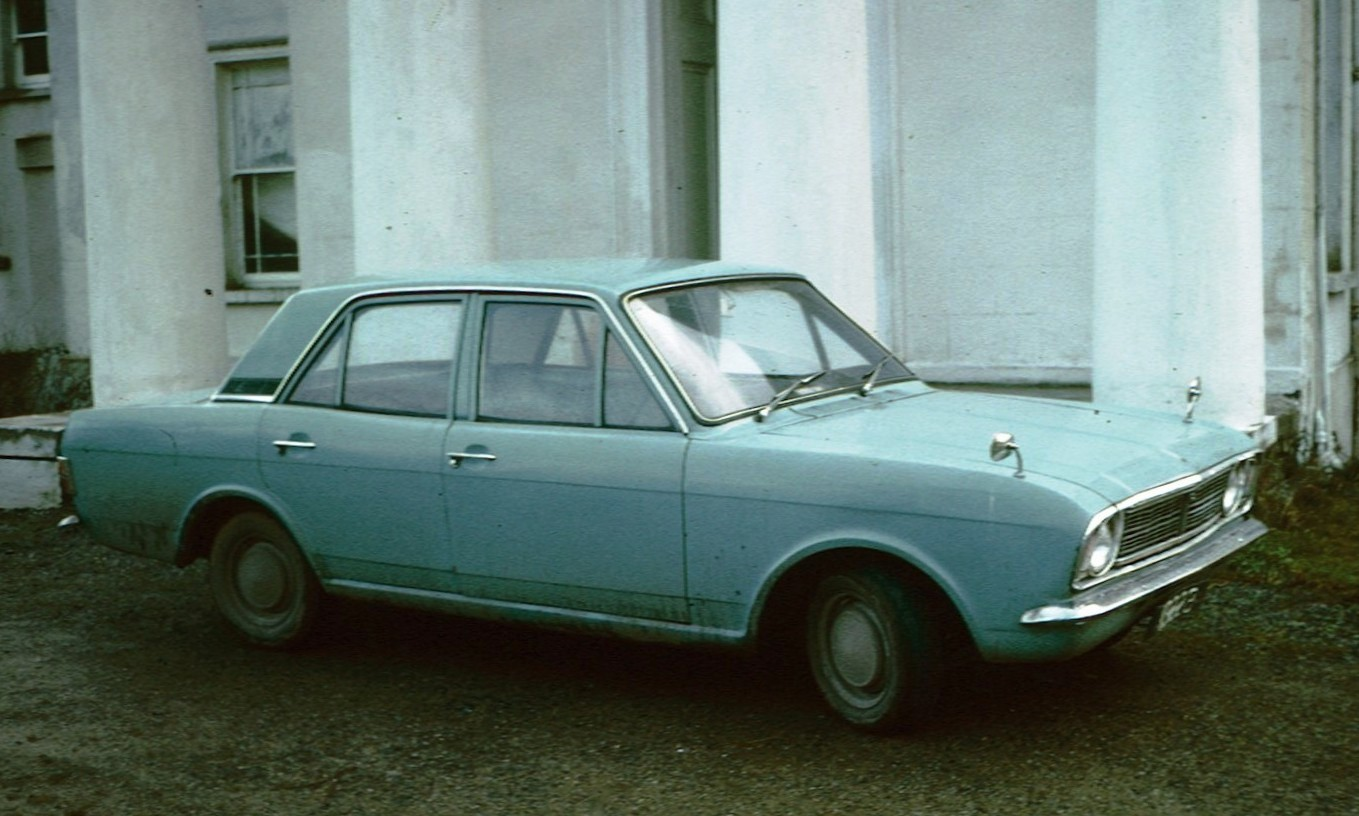
Cortina Mk II
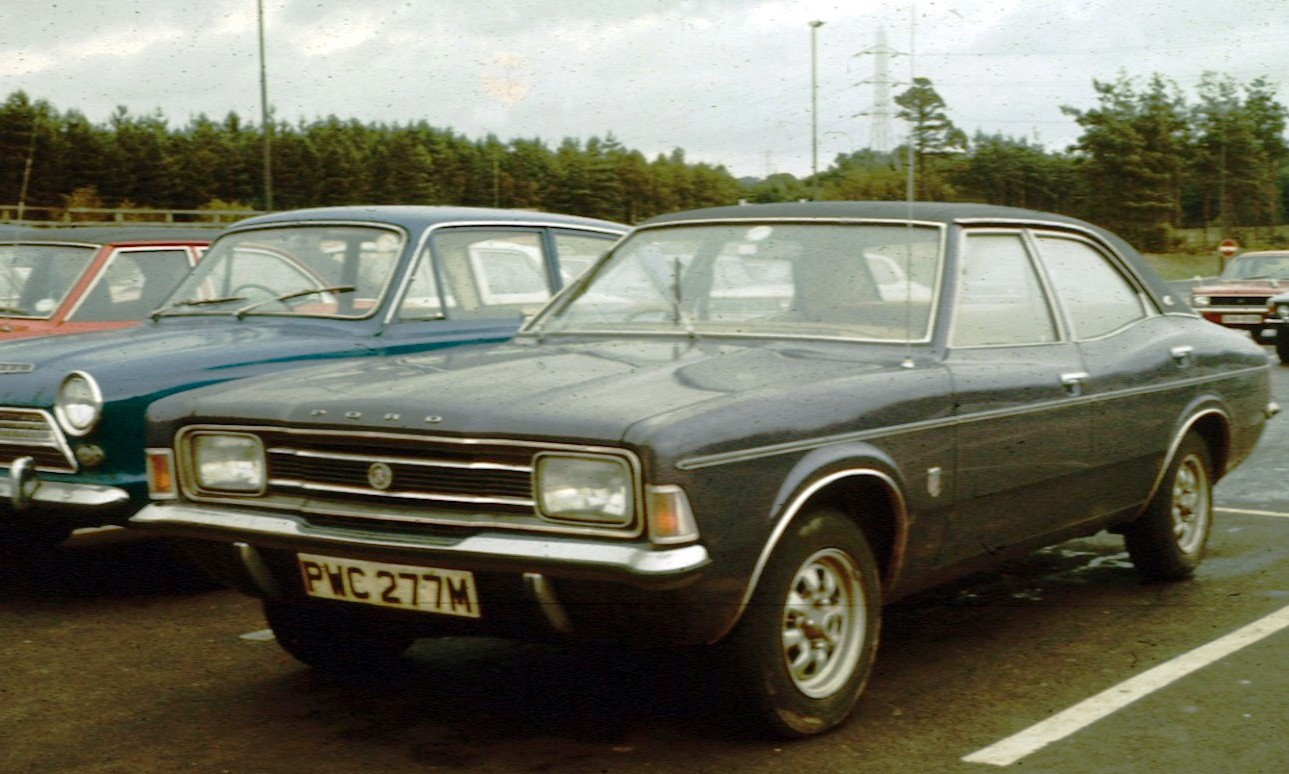
Cortina Mk III
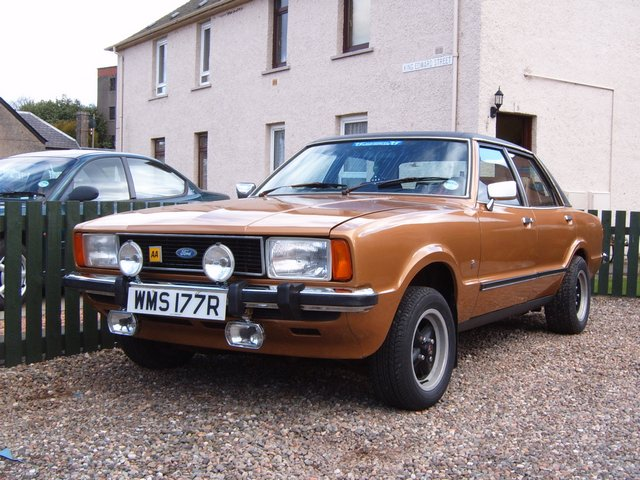
Cortina Mk IV
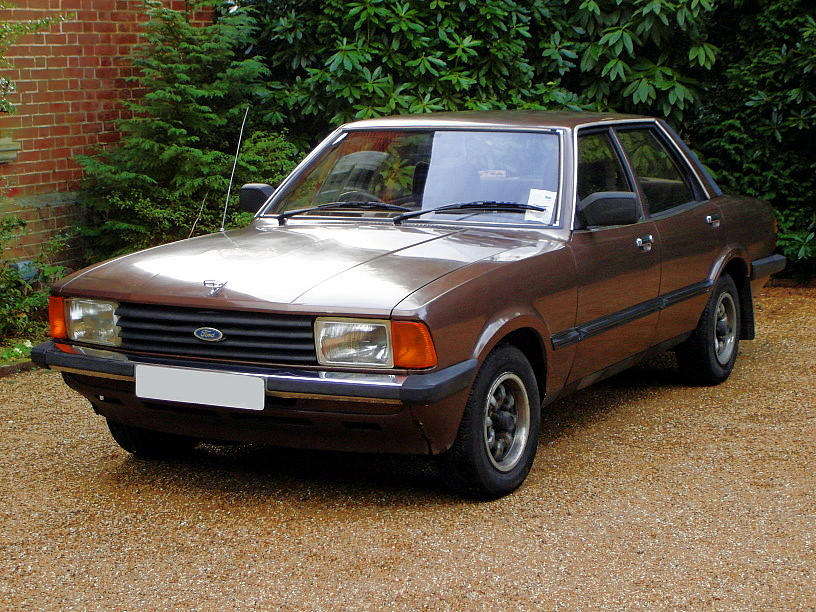
Cortina Mk V